# Buria
Buria là một thành phố và là nơi đặt ủy ban đô thị (municipal committee) của quận Yamunanagar thuộc bang Haryana, Ấn Độ.

## Nhân khẩu
Theo điều tra dân số năm 2001 của Ấn Độ, Buria có dân số 9829 người. Phái nam chiếm 55% tổng số dân và phái nữ chiếm 45%. Buria có tỷ lệ 58% biết đọc biết viết, thấp hơn tỷ lệ trung bình toàn quốc là 59,5%: tỷ lệ cho phái nam là 65%, và tỷ lệ cho phái nữ là 50%. Tại Buria, 14% dân số nhỏ hơn 6 tuổi.